# ایستمن کمیکال
ایستمن کمیکال (انگلیسی: Eastman Chemical) شرکت صنایع شیمیایی آمریکایی است، که در سال ۱۹۲۰ توسط جرج ایستمن تأسیس شد.